# Дабижа, Александр Васильевич
Князь Александр Васильевич Дабижа (13 сентября 1860, Иваница, Прилукский уезд, Полтавская губерния – 16 [28] июня 1899, Царское Село, Санкт-Петербургская губерния) — российский дипломат, член дипломатических миссий в Испании и Египте, живописец-акварелист. Почётный вольный общник Императорской Академии художеств (с 1892), статский советник (1898).

## Биография
Родился в семье молдавского князя Василия Дмитриевича Дабижа и Анастасии Александровны, урождённой Горленко. Род Дабижа восходит к царственной линии рода Котроманичей Боснийских, известного с XII века  . Анастасия Александровна происходила из козацко-старшинского рода Горленко, известного из середины XVII века.
Князь Василий Дабижа начал службу в канцелярии Херсонского гражданского губернатора в Одессе, дальше служил по линии Министерства народного просвещения в Киевском учебном округе на разных должностях, позднее несколько лет состоял в Санкт-Петербурге помощником управляющего ведомства Императрицы Марии Александровны . С 1840-х годов увлекался этнографией и историей литературы, в 1850-х в соавторстве с Амвросием Метелинским опубликовал «Программы для описания губерний Киевского учебного округа». В конце 1870-х публиковал свои статьи в журнале «Русская старина». Василий Дабижа состоял в киевском славянофильском кружке вместе с Николаем Ригельманом, Григорием Галаганом и другими. Выйдя в отставку, поселился в имении Романовщина Борзнянского уезда Черниговской губернии  . В 1892 году император Александр III утвердил за Василием Дабижа российский титул князя, с которым его отец начал службу в Российской империи . Скончался 20 декабря 1902 года . Супруга, Анастасия Александровна, умерла 13 августа 1904 года.
Александр Дабижа закончил Императорский Царскосельский лицей, затем служил в Министерстве иностранных дел. После нескольких лет в работы был назначен на пост младшего секретаря российской миссии в Мадриде, где проработал около двух лет. Из Испании он был направлен в Каир, где служил секретарём русской дипломатической миссии. В 1884-м году был награждён орденом Филиппа офицерского креста, а в 1887-м году получил Командорский крест. Помимо основной работы, он выступал организатором художественных выставок, как и отец, писал работы в области литературоведения и истории искусств. В 1886-м он опубликовал в журнале «Киевская старина» очерк «Роспись рода Горленко», где касался истории своей семьи по материнской линии. Также опубликовал эссе о прилуцком полковнике Лазаре Горленко, где опирался на сведения из архивов Министерства иностранных дел.
В биографических заметках о Дабиже упоминается, что он был художником-любителем, его наставником и учителем являлся профессор Премацци. В 1892-м для соискания степени Дабижа прислал в Императорскую Академию художеств 14 акварелей, за которые был избран почётным вольным общником: «У берегов Египта», «Дворец принца Хусейна в Гизе — местопребывание наследника цесаревича»,"Булакское предместье в Каире", «Каирский Хан-Халиль (базар)», «Сфинкс», «Последняя из мечетей старого Каира (Масср-эль Атика) по пути к югу», «Берег Нила у Абу-Хаммера (Верхний Египет)», «Луксор — древние Фивы», «Мечеть в храме Рамзеса Великого. Луксор», «Улица в Луксоре», «Оросительное колесо („Саккие“) в Эдфу», «Нильские пороги у острова Элефанины в Нубии. Ассуан», «Перистиль храма Изиды на острове Филэ (Philae). Нубия», «Павильон Тиверия на острове Филэ. Нубия». Все акварели были созданы в то время, когда Дабижа сопровождал царевича Николая в путешествии в Египет и Нубию. В 1898-м году Дабижа получил чин статского советника.
Ещё в годы первой командировки князя в Каир у него проявились симптомы туберкулёза. Много лет он безуспешно пытался справиться с заболеванием, проходя лечение в Швейцарии и Германии, но поняв, что излечиться не может, принял решение вернуться в Россию, чтобы провести там оставшееся ему время. После продолжительной болезни, Александр Дабижа умер в Царском селе 16 (28) июня 1899 года, по его просьбе похоронен в Ялте; могила не сохранилась.

## Семья
С 1894 года был женат на фрейлине Императорского двора графине Софии Муравьёвой, дочери дипломата Михаила Муравьёва, в 1897–1900 годах министра иностранных дел Российской империи . София Михайловна умерла во Флоренции 19 сентября 1901 года от «гастрической горячки» (бруцеллёза). 
Сын Александр родился 1 сентября 1895 года в имении Романовщина. Учился в Александровском лицее, в 1916 году окончил Пажеский корпус. Служил в Кавказской туземной конной дивизии в чине поручика. В эмиграции в Германии, умер после 1961 года.